# Tornillo
Tornillo és una concentració de població designada pel cens dels Estats Units a l'estat de Texas. Segons el cens del 2009 tenia 1.720 habitants.

## Demografia
Segons el cens del 2000, Tornillo tenia 1.609 habitants, 394 habitatges, i 366 famílies. La densitat de població era de 181,6 habitants per km².
Dels 394 habitatges en un 67% hi vivien nens de menys de 18 anys, en un 73,1% hi vivien parelles casades, en un 14,5% dones solteres, i en un 6,9% no eren unitats familiars. En el 6,6% dels habitatges hi vivien persones soles el 2,8% de les quals corresponia a persones de 65 anys o més que vivien soles. El nombre mitjà de persones vivint en cada habitatge era de 4,08 i el nombre mitjà de persones que vivien en cada família era de 4,27.
Per edats la població es repartia de la següent manera: un 44% tenia menys de 18 anys, un 11,2% entre 18 i 24, un 27,8% entre 25 i 44, un 11,9% de 45 a 60 i un 5,2% 65 anys o més.
L'edat mediana era de 22 anys. Per cada 100 dones de 18 o més anys hi havia 87,3 homes.
La renda mediana per habitatge era de 19.514$ i la renda mediana per família de 20.329$. Els homes tenien una renda mediana de 16.955$ mentre que les dones 15.761$. La renda per capita de la població era de 5.778$. Aproximadament el 36,6% de les famílies i el 36,8% de la població estaven per davall del llindar de pobresa.

## Poblacions més properes
El següent diagrama mostra les poblacions més properes.